# Tribunal de Districte dels Estats Units

Mapa dels límits dels tribunals de districte i les tribunals d'apel·lacions dels Estats Units

Els Tribunals de Districte dels Estats Units són els tribunals de primera instància dels sistema judicial federal dels Estats Units. Aquests tribunals s'ocupen tant de les causes civils com penals i són tribunals que jutgen segons el dret, l'equitat i el dret marítim. Cada tribunal de districte té associat un tribunal de fallida. A més, cada districte judicial federal té almenys un palau de justícia, i molts districtes en tenen més d'un. El nom formal d'un tribunal de districte és "Tribunal de Districte dels Estats Units per a" "nom de l'exemple de districte" - per exemple, el Tribunal Federal de Districte per al Districte Est de Missouri.
A diferència de la Cort Suprema, que va ser establerta per l'Article III de la Constitució, els tribunals de districte van ser establerts pel Congrés. No existeix en absolut un requeriment constitucional perquè existeixin tribunals de districte. De fet, després de la ratificació de la Constitució, alguns opositors d'un fort poder judicial federal instaren al fet que el sistema judicial federal es limités a la Cort Suprema, que escoltaria les apel·lacions dels tribunals estatals. Aquest punt de vista no va prevaldre, però, i el primer Congrés va crear el sistema de tribunals de districte que encara està vigent avui en dia.
Hi ha almenys un districte judicial per a cada estat, el Districte de Colúmbia i Puerto Rico. Els tribunals de districte de cadascuna de les tres àrees insulars- les Illes Verges dels Estats Units, Guam i les Illes Mariannes del Nord- exerceixen la mateixa jurisdicció que l'Article III atribueix als tribunals de districte dels Estats Units. Malgrat el seu nom, aquests tribunals no són tècnicament "Tribunals de Districte dels Estats Units". Els jutges en aquests tribunals territorials es regeixen per l'Article Quatre de la Constitució dels Estats Units, no gaudeixen de les proteccions de l'Article III de la Constitució, i ocupen el càrrec durant períodes de deu anys, en comptes de per vida.
Hi ha 89 districtes dels 50 estats, amb un total de 94 districtes, incloent territoris.